# Episodi di Pokémon
L'anime Pokémon è suddiviso in otto parti: Pocket Monsters, Pocket Monsters Advanced Generation, Pocket Monsters Diamond & Pearl, Pocket Monsters Best Wishes!, Pocket Monsters XY, Pocket Monsters Sun & Moon, Pocket Monsters (2019) e Pocket Monsters (2023), quest'ultima andrà in onda sull'emittente televisiva giapponese TV Tokyo a partire dal 14 aprile 2023.
Nel doppiaggio statunitense, ogni serie è stata inoltre suddivisa in stagioni dotate di un numero variabile di episodi, della durata di circa ventidue minuti. Il protagonista dell'anime fino a Pocket Monsters (2019) è Ash Ketchum, accompagnato dal suo Pokémon Pikachu e dai suoi amici.

## Struttura
| Serie                  | Stagione Giappone | Stagione Giappone                      | Stagione Giappone                      | Episodi Giappone | Primo episodio                                | Ultimo episodio                                                 | Stagione Occidente | Stagione Occidente                                                      | Episodi Occidente |
| Serie                  | N.                | Titolo                                 | Titolo                                 | Episodi Giappone | Primo episodio                                | Ultimo episodio                                                 | N.                 | Titolo                                                                  | Episodi Occidente |
| ---------------------- | ----------------- | -------------------------------------- | -------------------------------------- | ---------------- | --------------------------------------------- | --------------------------------------------------------------- | ------------------ | ----------------------------------------------------------------------- | ----------------- |
| Pocket Monsters        | 1                 | Sekiei League                          | Sekiei League                          | 82               | L'inizio di una grande avventura              | L'Inganno                                                       | 1                  | (EN) Indigo League (IT) Pokémon                                         | 52                |
| Pocket Monsters        | 1                 | Sekiei League                          | Sekiei League                          | 82               | Una festa principesca                         | Amici per sempre                                                | 2                  | (EN) Adventures in the Orange Islands (IT) Oltre i cieli dell'avventura | 49                |
| Pocket Monsters        | 2                 | Orange Islands                         | Orange Islands                         | 36               | Una festa movimentata                         | Un nuovo sfidante                                               | 2                  | (EN) Adventures in the Orange Islands (IT) Oltre i cieli dell'avventura | 49                |
| Pocket Monsters        | 2                 | Orange Islands                         | Orange Islands                         | 36               | Le brigate antincendio                        | Una nuova partenza                                              | 2                  | (EN) Adventures in the Orange Islands (IT) Oltre i cieli dell'avventura | 52                |
| Pocket Monsters        | 3                 | Gold and Silver                        | Gold and Silver                        | 158              | Un'iscrizione difficile                       | Il libro                                                        | 3                  | (EN) The Johto Journeys (IT) Always Pokémon - The Johto Journeys        | 52                |
| Pocket Monsters        | 3                 | Gold and Silver                        | Gold and Silver                        | 158              | Una grande occasione                          | Una prova di forza                                              | 4                  | Johto League Champions                                                  | 52                |
| Pocket Monsters        | 3                 | Gold and Silver                        | Gold and Silver                        | 158              | Prima tappa sulle isole                       | Un vero eroe                                                    | 5                  | Master Quest                                                            | 52                |
| Pocket Monsters        | 3                 | Gold and Silver                        | Gold and Silver                        | 158              | L'altra dimensione                            | Una nuova meta                                                  | 6                  | Advanced                                                                | 52                |
| Advanced Generation    | 4                 | –                                      | –                                      | 193              | Una nuova compagna di viaggio                 | Incontro scioccante                                             | 6                  | Advanced                                                                | 52                |
| Advanced Generation    | 4                 | –                                      | –                                      | 193              | I semini della discordia                      | La scuola per giudici                                           | 7                  | Advanced Challenge                                                      | 52                |
| Advanced Generation    | 4                 | –                                      | –                                      | 193              | La perla contesa                              | Contrasti di famiglia                                           | 8                  | Advanced Battle                                                         | 52                |
| Advanced Generation    | 4                 | –                                      | –                                      | 193              | La città fantasma                             | La decisione di Vera                                            | 9                  | Battle Frontier                                                         | 47                |
| Diamond & Pearl        | 5                 | –                                      | –                                      | 191              | Un inizio burrascoso                          | La finale di Cuoripoli                                          | 10                 | Diamante e Perla                                                        | 51                |
| Diamond & Pearl        | 5                 | –                                      | –                                      | 191              | Lacrime di paura!                             | Incubi prima della battaglia!                                   | 11                 | DP Battle Dimension                                                     | 52                |
| Diamond & Pearl        | 5                 | –                                      | –                                      | 191              | Un Rotom scatenato                            | Acchiappa il Gible!                                             | 12                 | DP Lotte Galattiche                                                     | 52                |
| Diamond & Pearl        | 5                 | –                                      | –                                      | 191              | Si lotta in casa!                             | Dolci ricordi!                                                  | 13                 | DP I vincitori della Lega di Sinnoh                                     | 34                |
| Best Wishes!           | 6                 | Best Wishes!                           | Best Wishes!                           | 86               | All'ombra di Zekrom!                          | Lotta metropolitana!                                            | 14                 | Nero e Bianco                                                           | 48                |
| Best Wishes!           | 6                 | Best Wishes!                           | Best Wishes!                           | 86               | Camelia, una capopalestra eccezionale!        | Sfida alla palestra di Zondopoli! (seconda parte)               | 15                 | Nero e Bianco: Destini Rivali                                           | 49                |
| Best Wishes!           | 7                 | Best Wishes! Season 2                  | –                                      | 24               | Tutto per amore di Meloetta!                  | Tutti uniti per Unima!                                          | 15                 | Nero e Bianco: Destini Rivali                                           | 49                |
| Best Wishes!           | 7                 | Best Wishes! Season 2                  | –                                      | 24               | Sfida in passerella!                          | A un passo dalla vittoria!                                      | 16                 | Nero e Bianco: Avventure a Unima                                        | 25                |
| Best Wishes!           | 7                 | Best Wishes! Season 2                  | Episode N                              | 14               | Luoghi nuovi... Vecchi amici!                 | Oltre la verità e gli ideali!                                   | 16                 | Nero e Bianco: Avventure a Unima                                        | 25                |
| Best Wishes!           | 7                 | Best Wishes! Season 2                  | Decolora Adventure!                    | 20               | Addio, Unima! Si salpa verso nuove avventure! | Il sogno continua!                                              | 16                 | Nero e Bianco: Avventure a Unima e altrove                              | 20                |
| XY                     | 8                 | XY                                     | XY                                     | 93               | Kalos, dove iniziano i sogni e le avventure!  | Clem in difesa!                                                 | 17                 | XY                                                                      | 48                |
| XY                     | 8                 | XY                                     | XY                                     | 93               | Alla ricerca del partner perfetto!            | Occhi puntati sul futuro!                                       | 18                 | XY - Esplorazioni a Kalos                                               | 45                |
| XY                     | 9                 | XY&Z                                   | XY&Z                                   | 47               | Dalla A alla Z!                               | Alla prossima! La Leggenda di X, Y e Z!                         | 19                 | XYZ                                                                     | 48                |
| Sun & Moon             | 10                | –                                      | –                                      | 146              | Alola a una nuova avventura!                  | Quando due regioni si scontrano!                                | 20                 | Sole e Luna                                                             | 43                |
| Sun & Moon             | 10                | –                                      | –                                      | 146              | Un incontro tra sogno e realtà!               | Giù la maschera!                                                | 21                 | Sole e Luna - Ultravventure                                             | 48                |
| Sun & Moon             | 10                | –                                      | –                                      | 146              | Lyliagnan e lo scettro!                       | Grazie, Alola! E il viaggio continua!                           | 22                 | Sole e Luna - Ultraleggende                                             | 54                |
| Pocket Monsters (2019) | 11                | Pocket Monsters                        | Pocket Monsters                        | 136              | Benvenuto Pikachu!                            | Ci siete andati vicino o quasi!                                 | 23                 | Esplorazioni                                                            | 48                |
| Pocket Monsters (2019) | 11                | Pocket Monsters                        | Pocket Monsters                        | 136              | Allenare o non allenare?                      | Scontro finale alle porte del mondo parallelo!                  | 24                 | Esplorazioni Master                                                     | 42                |
| Pocket Monsters (2019) | 11                | Pocket Monsters                        | Pocket Monsters                        | 136              | Il treno spettrale!                           | Al bivio di qualcosa di grande!                                 | 25                 | Esplorazioni Super                                                      | 54                |
| Pocket Monsters (2019) | 12                | Pocket Monsters: Mezase Pokemon Master | Pocket Monsters: Mezase Pokemon Master | 11               | Per strade già conosciute!                    | L'arcobaleno e il Maestro di Pokémon! Il lontano cielo azzurro! | 25                 | Esplorazioni Super                                                      | 54                |
| Pocket Monsters (2023) | 13                | Riko to Roi no tabidachi               | Riko to Roi no tabidachi               | –                | Tutto inizia da un pendente (prima parte)     | Da così lontano                                                 | 26                 | Orizzonti                                                               | 45                |
| Pocket Monsters (2023) | 13                | Riko to Roi no tabidachi               | Riko to Roi no tabidachi               | –                | Che emozione! Accademia Arancia               | Di nuovo verso il cielo                                         | 27                 | Orizzonti - Stagione 2: Alla ricerca di Laqua                           | 45                |

## Edizioni home video
In Italia le prime due stagioni secondo la suddivisione occidentale sono state pubblicate tra il 2000 e il 2001 da Medusa Home Entertainment in 34 VHS. La prima stagione è stata distribuita anche da De Agostini nel 2001 in 26 VHS.